# Послання (фільм)
Послання (англ. Messages) — британський трилер 2007 року.

## Сюжет
Річард Мюррей так і не зміг звикнутися зі смертю дружини, намагаючись втопити гіркоту втрати і тяжкість провини в пляшці. В окрузі відбуваються страшні злочини, поліція шукає серійного вбивцю. Одного ранку на екрані монітора Річард знаходить дивне повідомлення — прохання про допомогу. Він починає розуміти, що якимось чином пов'язаний з усіма жертвами кривавого маніяка. Щоразу перед черговим вбивством Річард отримує повідомлення з проханням про допомогу, а вночі його мучать жахливі кошмари. Але всі його спроби запобігти злочину марні — він стає головним підозрюваним. І з кожним кроком наближаючись до розгадки, Річард все більше боїться дізнатися правду.

## У ролях
- Джефф Фейгі — Річард Мюррей
- Кім Томсон — Френсіс Біле
- Джон-Пол Гейтс — Отець Рендалл
- Мартін Коув — DCI Коллінз
- Брюс Пейн — доктор Роберт Голдінг
- Джеральдін Александер — Керол
- Ейлін Дейлі — Деніз
- Самія Райда — Джулі Френч
- Майк Агерн — водій середнього віку
- Еліс Берд — Мері
- Фріда Шоу — Ніколь
- Фіона Гудвін — Ребекка
- Лаура Гіппонен — медсестра
- Марісья Кей — жінка в таксі
- Ві Магоні — красива жертва
- Стюарт Менселл — поліцейський 1
- Лізанн Туліп — вбита
- Себ Вентура — поліцейський 2
- Кріс Вілсон — поліцейський
- Меттью Вульф — Мік Девіс